# Gun Nowak
Gun Nowak, född 1942, är VD och grundare av den internationella kosmetikkedjan FACE Stockholm.
År 2005 tilldelades hon Gunilla Arhéns Förebildspris och 2009 Kungliga Patriotiska Sällskapets Näringslivsmedalj.
År 2011 medverkade Gun Nowak i den svenska TV-serien svenska miljonärer. Där fick man följa med i hennes liv i Stockholm och i New York.